# Colección de orquídeas y banco de especies Wheeler
El Colección de orquídeas y banco de especies Wheeler ( en inglés : Wheeler Orchid Collection and Species Bank) es un Jardín botánico e invernaderos de plantas tropicales.
Está ubicado en el interior del Christy Woods, en la esquina suroeste del campus de la Universidad Estatal Ball en Muncie, Indiana.
El código de identificación del Wheeler Orchid Collection and Species Bank como miembro del "Botanic Gardens Conservation Internacional" (BGCI), así como las siglas de su herbario es WOCSB.

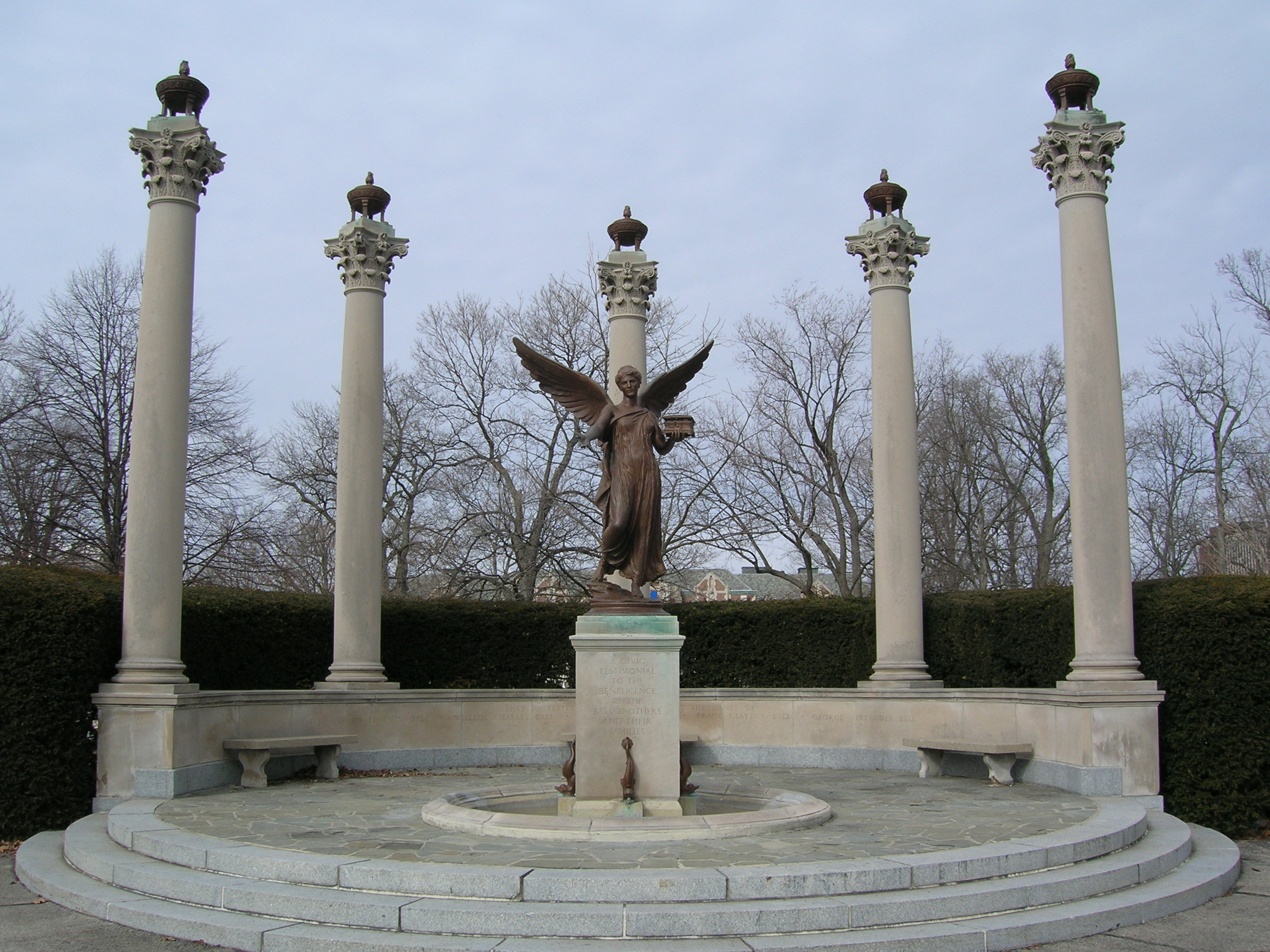
El monumento "Benificence" en la Universidad Estatal Ball.

## Localización
Ball State University 2000 W. University Ave. Muncie, Delaware county, Indiana 47306 United States of America-Estados Unidos de América. 
Planos y vistas satelitales.40°11′58.45″N 85°24′57.08″O / 40.1995694, -85.4158556
Los invernaderos son visitables de lunes a viernes de 7:30 a. m. a 4:30 p. m. y los fines de semana previa cita.

## Historia
La universidad estatal de Ball creó la "colección Wheeler-Thanhauser" con la finalidad de conservar las especies de orquídeas raras y en peligro, su difusión para la conservación y uso de la colección para la investigación y la educación. 
El núcleo de la colección fue donada originalmente en 1971 por W. O. y Goldie Wheeler, de Indianápolis. 
En 1982, Al Thanhauser de Connecticut aportó otra gran donación de más de 600 orquídeas, y desde entonces se ha ampliado a las importaciones incautadas por el gobierno de especies de orquídeas protegidas de todo el mundo. 

## Colecciones
En los tres invernaderos se albergan unas 1,200 plantas de orquídeas, con más de 85 géneros, representados por más de 500 diferentes especies y más de 100 híbridos.
Las orquídeas se muestran con otras plantas tropicales que le dan la impresión de estar en un entorno tropical. 
Hay una "montaña" aterrazada y cascada para dar un ambiente de selva tropical y una visión del bosque de nubes y las orquídeas que crecen allí.
La colección también incluye una exhibición de ranas tropicales venenosas. 